# Liste der Planetarien in Uruguay
Die Liste der Planetarien in Uruguay führt alle Planetarien in der Republik Östlich des Uruguay auf, die von der Gesellschaft französischsprachiger Planetarien (französisch Association des Planétariums de Langue Française) genannt werden:
- Planetario de Montevideo (seit 1955)
- Planetario Movil Kappa Crucis (seit 2005, benannt nach dem Kappa-Crucis-Haufen)

Beide Planetarien befinden sich in der Hauptstadt Montevideo.